# Puchar Narodów Afryki Kobiet 2024
Ten artykuł dotyczy trwającego lub niedawnego wydarzenia sportowego. Informacje w nim zamieszczone mogą się zmienić lub zdezaktualizować wraz z postępem zdarzenia. Początkowe doniesienia, wyniki lub statystyki mogą być niepewne. Ostatnie aktualizacje do tego artykułu mogą nie odzwierciedlać najbardziej aktualnych informacji.
Puchar Narodów Afryki Kobiet 2024 – piętnasty turniej o Puchar Narodów Afryki Kobiet. Po raz drugi wydarzenie to rozgrywane jest w Maroku. Turniej odbywa się w dniach od 5 lipca do 26 lipca 2025 roku.

## Zakwalifikowane zespoły
Do finałowego turnieju zakwalifikowało się 12 drużyn. Oprócz Maroka, która ma zapewniony start jako gospodarz, 11 innych zespołów uzyskało kwalifikację poprzez eliminacje.
| Reprezentacja                 | Sposób kwalifikacji | Ostatni występ w PNA | Najlepszy wynik w PNA                                                          | Wynik        |
| ----------------------------- | ------------------- | -------------------- | ------------------------------------------------------------------------------ | ------------ |
| Maroko                        | gospodarz           | 2022                 | II miejsce (2022)                                                              |              |
| Południowa Afryka             | Zwycięzca dwumeczu  | 2022                 | Mistrzostwo (2022)                                                             |              |
| Algieria                      | Zwycięzca dwumeczu  | 2018                 | Faza grupowa (2004, 2006, 2010, 2014, 2018)                                    |              |
| Ghana                         | Zwycięzca dwumeczu  | 2018                 | II miejsce (1998, 2002, 2006)                                                  |              |
| Botswana                      | Zwycięzca dwumeczu  | 2022                 | Ćwierćfinał (2022)                                                             |              |
| Demokratyczna Republika Konga | Zwycięzca dwumeczu  | 2012                 | III miejsce (1998)                                                             | Faza grupowa |
| Tunezja                       | Zwycięzca dwumeczu  | 2022                 | Ćwierćfinał (2022)                                                             | Faza grupowa |
| Senegal                       | Zwycięzca dwumeczu  | 2022                 | Ćwierćfinał (2022)                                                             |              |
| Zambia                        | Zwycięzca dwumeczu  | 2022                 | III miejsce (2022)                                                             |              |
| Tanzania                      | Zwycięzca dwumeczu  | 2010                 | Faza grupowa (2010)                                                            |              |
| Mali                          | Zwycięzca dwumeczu  | 2018                 | IV miejsce (2018)                                                              |              |
| Nigeria                       | Zwycięzca dwumeczu  | 2022                 | Mistrzostwo (1991, 1995, 1998, 2000, 2002, 2004, 2006, 2010, 2014, 2016, 2018) |              |

## Miasta i stadiony
Na podstawie:
| RabatAl-MuhammadijjaCasablancaWadżdaBarkan | Rabat                   | Al-Muhammadijja            |
| ------------------------------------------ | ----------------------- | -------------------------- |
| RabatAl-MuhammadijjaCasablancaWadżdaBarkan | Stadion Olimpijski      | Stade El Bachir            |
| RabatAl-MuhammadijjaCasablancaWadżdaBarkan | Pojemność: 21 000       | Pojemność: 15 000          |
| RabatAl-MuhammadijjaCasablancaWadżdaBarkan |                         |                            |
| RabatAl-MuhammadijjaCasablancaWadżdaBarkan | Casablanca              |                            |
| RabatAl-MuhammadijjaCasablancaWadżdaBarkan | Stade Larbi Zaouli      | Stade Père Jégo            |
| RabatAl-MuhammadijjaCasablancaWadżdaBarkan | Pojemność: 20 000       | Pojemność: 10 000          |
| RabatAl-MuhammadijjaCasablancaWadżdaBarkan |                         |                            |
| RabatAl-MuhammadijjaCasablancaWadżdaBarkan | Wadżda                  | Barkan                     |
| RabatAl-MuhammadijjaCasablancaWadżdaBarkan | Stade d’honneur d’Oujda | Stade Municipal de Berkane |
| RabatAl-MuhammadijjaCasablancaWadżdaBarkan | Pojemność: 35 000       | Pojemność: 12 000          |
| RabatAl-MuhammadijjaCasablancaWadżdaBarkan |                         |                            |

## Kwalifikacje
W kwalifikacjach brały udział 42 reprezentacje, czyli wszystkie oprócz Maroka, która jest gospodarzem turnieju, a także Mali, Sierra Leone, Czadu, Erytrei, Madagaskaru, Malawi, Zimbabwe, Lesotho, Seszeli i Komorów. RPA i Zambia zaczynały rywalizację od II rundy. W obu rundach grano systemem dwumeczów, zwycięzcy z I rundy przechodzili do drugiej rundy. Zwycięzcy drugiej rundy awansowali do turnieju finałowego.

## Losowanie
Losowanie grup turnieju przeprowadzono 22 listopada 2024 w Salé. Maroko, jako gospodarz została umieszczona w grupie A, Nigeria i RPA, jako najwyżej usytuowane w rankingu drużyny, zostały przydzielone kolejno do grup B i C. Resztę drużyn losowano według koszyków. W nawiasie podano miejsce w rankingu (stan na sierpień 2024).
| Drużyny rozstawione                                 | Koszyk 1                                                          |
| --------------------------------------------------- | ----------------------------------------------------------------- |
| Maroko (59) (H) Nigeria (39) Południowa Afryka (50) | Zambia (62) Ghana (66) Tunezja (78)                               |
| Koszyk 2                                            | Koszyk 3                                                          |
| Mali (81) Senegal (83) Algieria (84)                | Demokratyczna Republika Konga (102) Tanzania (145) Botswana (153) |

## Faza grupowa
Legenda
|  | Awans do fazy pucharowej. |
|  | Odpadnięcie z turnieju.   |

| Kryteria rozstrzygania kolejności zespołów w fazie grupowej |
| --- |
| Ranking drużyn w fazie grupowej ustalało się w następujący sposób: 1. Większa liczba punktów zdobytych we wszystkich meczach grupowych; 2. Większa liczba punktów zdobytych w meczach pomiędzy tymi drużynami; 3. Lepszy bilans zdobytych i straconych bramek w meczach pomiędzy tymi drużynami; 4. Większa liczba bramek zdobytych pomiędzy tymi drużynami; 5. Jeżeli po zastosowaniu kryteriów 1-4 pozostają drużyny, dla których nie rozstrzygnięto kolejności, kryteria 1-4 powtarza się z udziałem tylko tych drużyn, jeżeli kolejność jest nierozstrzygnięta, stosuje się dalsze punkty; 6. Lepszy bilans zdobytych i straconych bramek we wszystkich meczach grupowych; 7. Większa liczba bramek zdobytych we wszystkich meczach grupowych; 8. Klasyfikacja Fair Play turnieju finałowego: żółta kartka: −1 punkt; pośrednia czerwona kartka (druga żółta kartka): −3 punkty; bzpośrednia czerwona kartka: −3 punkty. 9. Współczynnik UEFA dla losowania rundy kwalifikacyjnej; 10. Losowanie. |

### Grupa A
| Lp. | Drużyna                       | M | Mecze | Mecze | Mecze | Bramki | Bramki | Bramki | Pkt |
| Lp. | Drużyna                       | M | W     | R     | P     | +      | −      | +/−    | Pkt |
| --- | ----------------------------- | - | ----- | ----- | ----- | ------ | ------ | ------ | --- |
| 1.  | Maroko (H)                    | 3 | 2     | 1     | 0     | 7      | 4      | +3     | 7   |
| 2.  | Zambia                        | 3 | 2     | 1     | 0     | 6      | 4      | +2     | 7   |
| 3.  | Senegal                       | 3 | 1     | 0     | 2     | 6      | 4      | +2     | 3   |
| 4.  | Demokratyczna Republika Konga | 3 | 0     | 0     | 3     | 2      | 9      | −7     | 0   |

| 5 lipca 2025 22:00 CEST | Maroko · Jraïdi 12' (k) · Chebbak 87' | 2:2(1:2)Raport | Zambia · 1' Banda · 27' Kundananji | Stadion Olimpijski, Rabat Sędzia: Shamirah Nabadda |
|                         |                                       |                |                                    |                                                    |

| 6 lipca 2025 16:00 CEST | Senegal · Diop 5', 22' · Ndiaye 13', 40' | 4:0(4:0)Raport | Demokratyczna Republika Konga | Stade El Bachir, Al-Muhammadijja Sędzia: Shahenda El-Maghrabi |
|                         |                                          |                |                               |                                                               |

| 9 lipca 2025 18:00 CEST | Zambia · Banda 12', 73' · Kundananji 51' | 3:2(1:1)Raport | Senegal · 5', 80' (k) Ndiaye | Stade El Bachir, Al-Muhammadijja Sędzia: Vincentia Amedome |
|                         |                                          |                |                              |                                                            |

| 9 lipca 2025 21:00 CEST | Demokratyczna Republika Konga · Kanjinga 6' · Mawete 70' | 2:4(1:2)Raport | Maroko · 25', 43', 75' Chebbak · 83' (k) Mrabet | Stadion Olimpijski, Rabat Sędzia: Antsino Twanyanyukwa |
|                         |                                                          |                |                                                 |                                                        |

| 12 lipca 2025 21:00 CEST | Maroko · Mrabet 45+2' (k) | 1:0(1:0)Raport | Senegal | Stadion Olimpijski, Rabat Sędzia: Shamirah Nabadda |
|                          |                           |                |         |                                                    |

| 12 lipca 2025 21:00 CEST | Zambia · Kundananji 9' | 1:0(1:0)Raport | Demokratyczna Republika Konga | Stade El Bachir, Al-Muhammadijja Sędzia: Josephine Wanjiku |
|                          |                        |                |                               |                                                            |

### Grupa B
| Lp. | Drużyna     | M | Mecze | Mecze | Mecze | Bramki | Bramki | Bramki | Pkt |
| Lp. | Drużyna     | M | W     | R     | P     | +      | −      | +/−    | Pkt |
| --- | ----------- | - | ----- | ----- | ----- | ------ | ------ | ------ | --- |
| 1.  | Nigeria (A) | 3 | 2     | 1     | 0     | 4      | 0      | +4     | 7   |
| 2.  | Algieria    | 3 | 1     | 2     | 0     | 1      | 0      | +1     | 5   |
| 3.  | Botswana    | 3 | 1     | 0     | 2     | 2      | 3      | −1     | 3   |
| 4.  | Tunezja (E) | 3 | 0     | 1     | 2     | 1      | 5      | −4     | 1   |

| 6 lipca 2025 18:00 CEST | Nigeria · Oshoala 4' · Babajide 45+1' · Ihezuo 84' | 3:0(2:0)Raport | Tunezja | Stade Larbi Zaouli, Casablanca Sędzia: Suavis Iratunga |
|                         |                                                    |                |         |                                                        |

| 6 lipca 2025 21:00 CEST | Algieria · Karchouni 10' | 1:0(1:0)Raport | Botswana | Stade Père Jégo, Casablanca Sędzia: Yacine Samassa |
|                         |                          |                |          |                                                    |

| 10 lipca 2025 18:00 CEST | Tunezja | 0:0(0:0)Raport | Algieria | Stade Père Jégo, Casablanca Sędzia: Akona Makalima |
|                          |         |                |          |                                                    |

| 10 lipca 2025 21:00 CEST | Botswana | 0:1(0:0)Raport | Nigeria · 89' Ihezuo | Stade Larbi Zaouli, Casablanca Sędzia: Aline Umutoni |
|                          |          |                |                      |                                                      |

| 13 lipca 2025 21:00 CEST | Nigeria | 0:0(0:0)Raport | Algieria | Stade Larbi Zaouli, Casablanca Sędzia: Antsino Twanyanyukwa |
|                          |         |                |          |                                                             |

| 13 lipca 2025 21:00 CEST | Tunezja · Khanchouch 12' | 1:2(1:0)Raport | Botswana · 66' Radiakanyo · 90+5' Ontlametse | Stade Père Jégo, Casablanca Sędzia: Aline Guimbang |
|                          |                          |                |                                              |                                                    |

### Grupa C
| Lp. | Drużyna           | M | Mecze | Mecze | Mecze | Bramki | Bramki | Bramki | Pkt |
| Lp. | Drużyna           | M | W     | R     | P     | +      | −      | +/−    | Pkt |
| --- | ----------------- | - | ----- | ----- | ----- | ------ | ------ | ------ | --- |
| 1.  | Południowa Afryka | 3 | 2     | 1     | 0     | 7      | 1      | +6     | 7   |
| 2.  | Ghana             | 3 | 1     | 1     | 1     | 5      | 4      | +1     | 4   |
| 3.  | Mali              | 3 | 1     | 1     | 1     | 2      | 5      | −3     | 4   |
| 4.  | Tanzania          | 3 | 0     | 1     | 2     | 2      | 6      | −4     | 1   |

| 7 lipca 2025 18:00 CEST | Południowa Afryka · Motlhalo 28' (k) · Seoposenwe 34' | 2:0(2:0)Raport | Ghana | Stade d’honneur, Wadżda Sędzia: Bouchra Karboubi |
|                         |                                                       |                |       |                                                  |

| 7 lipca 2025 21:00 CEST | Mali · Traoré 45+1' | 1:0(1:0)Raport | Tanzania | Stade Municipal, Barkan Sędzia: Aline Guimbang |
|                         |                     |                |          |                                                |

| 11 lipca 2025 18:00 CEST | Ghana · Kusi 6' | 1:1(1:0)Raport | Mali · 52' Traoré | Stade Municipal, Barkan Sędzia: Ghada Mehat |
|                          |                 |                |                   |                                             |

| 11 lipca 2025 21:00 CEST | Tanzania · Clement 24' | 1:1(1:0)Raport | Południowa Afryka · 70' Mbane | Stade d’honneur, Wadżda Sędzia: Natacha Konan |
|                          |                        |                |                               |                                               |

| 14 lipca 2025 21:00 CEST | Południowa Afryka · Ramalepe 5' · Jane 32' · Magaia 61' · Donnelly 79' | 4:0(2:0)Raport | Mali | Stade d’honneur, Wadżda Sędzia: Bouchra Karboubi |
|                          |                                                                        |                |      |                                                  |

| 14 lipca 2025 21:00 CEST | Ghana · Adubea 12' · Kusi 63' · Badu 87' · Boye-Hlorkah 90' | 4:1(1:1)Raport | Tanzania · 41' Athumani | Stade Municipal, Barkan Sędzia: Dorsaf Ganouati |
|                          |                                                             |                |                         |                                                 |

### Klasyfikacja III miejsc
Dwie najlepsze drużyny z III miejsc awansują do ćwierćfinałów.
| Lp. | Drużyna | M | Mecze | Mecze | Mecze | Bramki | Bramki | Bramki | Pkt |
| Lp. | Drużyna | M | W     | R     | P     | +      | −      | +/−    | Pkt |
| --- | ------- | - | ----- | ----- | ----- | ------ | ------ | ------ | --- |
| C.  | Mali    | 3 | 1     | 1     | 1     | 2      | 5      | −3     | 4   |
| A.  | Senegal | 3 | 1     | 0     | 2     | 6      | 4      | +2     | 3   |
| B.  | Tunezja | 3 | 1     | 0     | 2     | 2      | 3      | −1     | 3   |

## Faza pucharowa
W fazie pucharowej uczestniczyło 16 zespołów, które awansowały z fazy grupowej. Ta część rywalizacji składała się z czterech rund, w każdej rundzie odpadała połowa drużyn. Po wyłonieniu czterech najlepszych drużyn turnieju, rozegrane zostały półfinały, których zwycięzcy zagrali o tytuł mistrzowski. W każdym ze spotkań fazy pucharowej mecz zakończony w regulaminowym czasie remisem musiał być rozstrzygnięty poprzez trzydziestominutową dogrywkę. Jeżeli wynik nadal pozostawał nierozstrzygnięty, następowała seria rzutów karnych.
|  |                      |              |                      |  |  |                   |           |                      |  |  |       |       |       |
|  | Ćwierćfinały         | Ćwierćfinały | Ćwierćfinały         |  |  | Półfinały         | Półfinały | Półfinały            |  |  | Finał | Finał | Finał |
|  | Ćwierćfinały         | Ćwierćfinały | Ćwierćfinały         |  |  | Półfinały         | Półfinały | Półfinały            |  |  | Finał | Finał | Finał |
|  | 18 lipca, Rabat      |              |                      |  |  |                   |           |                      |  |  |       |       |       |
|  |                      |              |                      |  |  |                   |           |                      |  |  |       |       |       |
|  | Maroko               |              |                      |  |  |                   |           |                      |  |  |       |       |       |
|  |                      |              | 22 lipca, Rabat      |  |  |                   |           |                      |  |  |       |       |       |
|  | Mali                 |              |                      |  |  |                   |           |                      |  |  |       |       |       |
|  |                      |              |                      |  |  |                   |           |                      |  |  |       |       |       |
|  | 19 lipca, Barkan     |              |                      |  |  |                   |           |                      |  |  |       |       |       |
|  |                      |              |                      |  |  |                   |           |                      |  |  |       |       |       |
|  | Algieria             |              |                      |  |  |                   |           |                      |  |  |       |       |       |
|  |                      |              |                      |  |  | 26 lipca, Rabat   |           |                      |  |  |       |       |       |
|  | Ghana                |              |                      |  |  |                   |           |                      |  |  |       |       |       |
|  |                      |              |                      |  |  |                   |           |                      |  |  |       |       |       |
|  | 18 lipca, Casablanca |              |                      |  |  |                   |           |                      |  |  |       |       |       |
|  |                      |              |                      |  |  |                   |           |                      |  |  |       |       |       |
|  | Nigeria              |              |                      |  |  |                   |           |                      |  |  |       |       |       |
|  |                      |              | 23 lipca, Casablanca |  |  |                   |           |                      |  |  |       |       |       |
|  | Zambia               |              |                      |  |  |                   |           |                      |  |  |       |       |       |
|  |                      |              |                      |  |  | Mecz o 3. miejsce |           |                      |  |  |       |       |       |
|  | 19 lipca, Wadżda     |              |                      |  |  |                   |           |                      |  |  |       |       |       |
|  |                      |              |                      |  |  |                   |           | 25 lipca, Casablanca |  |  |       |       |       |
|  | Południowa Afryka    |              |                      |  |  |                   |           |                      |  |  |       |       |       |
|  |                      |              |                      |  |  |                   |           |                      |  |  |       |       |       |
|  | Senegal              |              |                      |  |  |                   |           |                      |  |  |       |       |       |
|  |                      |              |                      |  |  |                   |           |                      |  |  |       |       |       |
|  |                      |              |                      |  |  |                   |           |                      |  |  |       |       |       |

UWAGA: W nawiasach podane są wyniki po rzutach karnych.
*- Dogrywka

### Ćwierćfinały
| 18 lipca 2025 18:00 CEST | Nigeria | – | Zambia | Stade Larbi Zaouli, Casablanca |
|                          |         |   |        |                                |

| 18 lipca 2025 21:00 CEST | Maroko | – | Mali | Stadion Olimpijski, Rabat |
|                          |        |   |      |                           |

| 19 lipca 2025 18:00 CEST | Algieria | – | Ghana | Stade Municipal, Barkan |
|                          |          |   |       |                         |

| 19 lipca 2025 21:00 CEST | Południowa Afryka | – | Senegal | Stade d’honneur, Wadżda |
|                          |                   |   |         |                         |

### Półfinał
| 22 lipca 2025 18:00 CEST | Zwycięzca ćwierćfinału 1 | – | Zwycięzca ćwierćfinału 4 | Stade Larbi Zaouli, Casablanca |
|                          |                          |   |                          |                                |

| 23 lipca 2025 21:00 CEST | Zwycięzca ćwierćfinału 2 | – | Zwycięzca ćwierćfinału 3 | Stadion Olimpijski, Rabat |
|                          |                          |   |                          |                           |

### Mecz o 3. miejsce
| 25 lipca 2025 21:00 CEST | Przegrany półfinału 2 | – | Przegrany półfinału 1 | Stade Larbi Zaouli, Casablanca |
|                          |                       |   |                       |                                |

### Finał
| 26 lipca 2025 22:00 CEST | Zwycięzca półfinału 2 | – | Zwycięzca półfinału 1 | Stadion Olimpijski, Rabat |
|                          |                       |   |                       |                           |

## Klasyfikacja końcowa
| Miejsce                        | Reprezentacja                 | Mecze | Punkty | Bramki +/− | Bramki+ | Bramki- |
| ------------------------------ | ----------------------------- | ----- | ------ | ---------- | ------- | ------- |
| złoto                          |                               | 6     |        |            |         |         |
| srebro                         |                               | 6     |        |            |         |         |
| brąz                           |                               | 6     |        |            |         |         |
| 4.                             |                               | 6     |        |            |         |         |
| Wyeliminowane w ćwierćfinale   |                               |       |        |            |         |         |
| 5.                             |                               | 4     |        |            |         |         |
| 6.                             |                               | 4     |        |            |         |         |
| 7.                             |                               | 4     |        |            |         |         |
| 8.                             |                               | 4     |        |            |         |         |
| Wyeliminowane w fazie grupowej |                               |       |        |            |         |         |
| 9.                             | Tunezja                       | 3     | 1      | 1          | 5       | -4      |
| 10.                            | Demokratyczna Republika Konga | 3     | 0      | 2          | 9       | -7      |
| 11.                            |                               | 3     |        |            |         |         |
| 12.                            |                               | 3     |        |            |         |         |

## Strzelczynie

### 4 gole
- Ghizlane Chebbak
- Nguenar Ndiaye

### 3 gole
- Barbra Banda

### 2 gole
- Alice Kusi
- Yasmin Mrabet
- Chinwendu Ihezuo
- Mama Diop
- Racheal Kundananji

### 1 gol
- Ghoutia Karchouni
- Gaonyadiwe Ontlametse
- Lesego Radiakanyo
- Merveille Kanjinga
- Flavine Mawete
- Princella Adubea
- Evelyn Badu
- Chantelle Boye-Hlorkah
- Aissata Traoré
- Saratou Traoré
- Ibtissam Jraïdi
- Rinsola Babajide
- Asisat Oshoala
- Ronnel Donnelly
- Refiloe Jane
- Hildah Magaia
- Bambanani Mbane
- Linda Motlhalo
- Lebogang Ramalepe
- Jermaine Seoposenwe
- Stumai Athumani
- Opah Clement
- Yesmin Khanchouch